# Asteropsis
Asteropsis — рід грибів. Назва вперше опублікована 1917 року.

## Класифікація
До роду Asteropsis відносять 2 види:
- Asteropsis epidendri
- Asteropsis insectorum